# Röhlingen
Röhlingen is een plaats in de Duitse gemeente Ellwangen (Jagst), deelstaat Baden-Württemberg.